# Comănești
Comănești (maďarsky Kománfalva) je rumunské město v župě Bacău na řece Trotuș. V roce 2011 zde žilo 19 568 obyvatel.
Administrativní součástí města jsou i vesnice Podei a Vermești.

## Historie
Region Comănești je osídlen od neolitu. Obec je poprvé písemně zmiňována v roce 1409 jako majetek moldavského knížete Alexandra I. Její název pochází od Kumánů.
Od 17. do poloviny 20. století hrál v obci významnou roli šlechtický rod Ghica, z nějž pocházelo několik moldavských a valašských knížat a kterému patřil místní zámek.
Blízkost důležitého karpatského přechodu Pasul Ghimeș (1155 m) zajišťovala obci strategický význam. V 19. a 20. století byla důležitým oborem těžba uhlí, poslední uhelný důl byl uzavřen v roce 2005. Od té doby jsou hospodářsky nejdůležitější lesnictví a dřevozpracující průmysl.
Status města získalo Comănești v roce 1952.

## Rodáci
- Ilie Verdeț (1925–2001), komunistický politik
- Anca Grigoraș (* 1957), sportovní gymnastka
- Ionela Loaieș (* 1979), sportovní gymnastka

### Externí odkazy

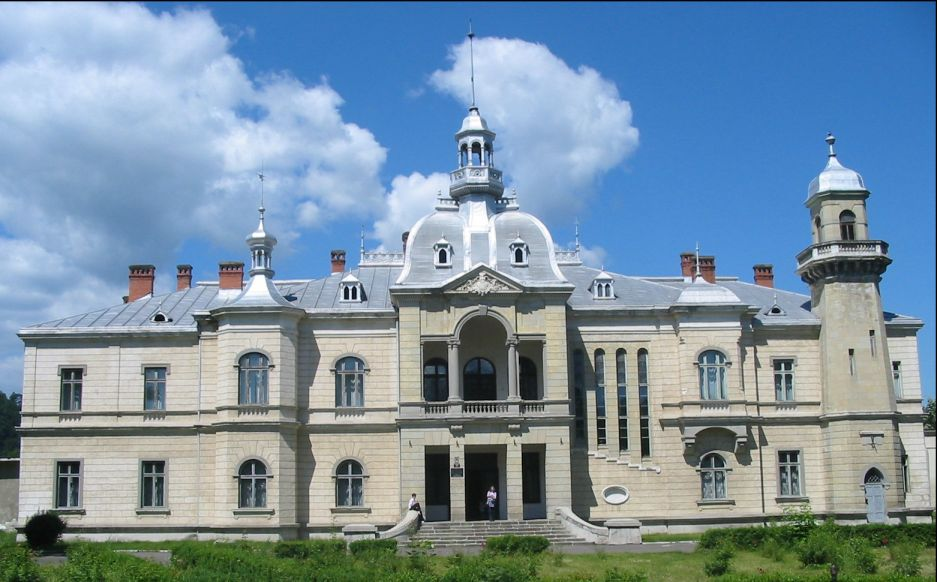
Zámek Ghica